# Phương diện quân 2 (Đế quốc Nhật Bản)
Phương diện quân 2 (第2方面軍, Dai ni hōmen gun), là một phương diện quân của quân đội đế quốc Nhật Bản, tham gia chiến tranh thế giới thứ 2.

## Lịch sử
Phương diện quân 2 được thành lập ngày 4 tháng 7 năm 1942, năm trong biên chế đạo quân Quan Đông. Đây là một lực lượng dự bị và đồn trú để duy trì an ninh và trật tự tại Mãn Châu quốc. Phương diện quân 2 giải tán vào ngày 13 tháng 6 năm 1945.

## Danh sách Chỉ huy

### Chỉ huy trưởng
|   | Tên                         | Hình | Từ                | Đến               |
| - | --------------------------- | ---- | ----------------- | ----------------- |
| 1 | Trung tướng Anami Korechika |      | 1 Tháng 7, 1942   | 26 Tháng 12, 1944 |
| 2 | Trung tướng Iimura Jo       |      | 26 Tháng 12, 1944 | 29 Tháng 5, 1945  |

### Tham mưu trưởng
|   | Tên                        | Từ                | Đến               |
| - | -------------------------- | ----------------- | ----------------- |
| 1 | Thiếu tướng Kane Yoshihara | 4 Tháng 7, 1942   | 9 Tháng 11, 1942  |
| 2 | Thiếu tướng Yo Watanabe    | 9 Tháng 11, 1942  | 29 Tháng 10, 1943 |
| 3 | Trung tướng Takazo Numata  | 29 Tháng 10, 1943 | 26 Tháng 12, 1944 |
| 4 | Thiếu tướng Ryozo Sakuma   | 26 Tháng 12, 1944 | 29 Tháng 5, 1945  |

## Biên chế
- Quân đoàn 2

- Sư đoàn 35
- Sư đoàn 36

- Sư đoàn 32
- Lữ đoàn cơ động trên biển số 2
- Binh đoàn số 10

### Sách
- Jowett, Bernard (1999). The Japanese Army 1931-45 (Volume 2, 1942-45). Osprey Publishing. ISBN 1841763543.
- Madej, Victor (1981). Japanese Armed Forces Order of Battle, 1937-1945. Game Publishing Company. ASIN: B000L4CYWW.
- Marston, Daniel (2005). The Pacific War Companion: From Pearl Harbor to Hiroshima. Osprey Publishing. ISBN 1841768820.